# Оусли, Гор
Сэр Гор Оусли (англ. Gore Ouseley; 24 июня 1770, Монмутшир, Великобритания — 18 ноября 1844, Биконсфилд, Великобритания) — британский предприниматель, лингвист и дипломат. Он провёл переговоры по заключению мирного договора между Россией и Персией, который в 1814 году определил границу между странами.
Член Лондонского королевского общества (1817), почётный член Петербургской академии наук (1815).

## Биография

### Посол в Персии
В 1809 году Гор Оусли, по знанию языка и обычаев Персии, а также по рекомендации лорда Уэлси, был прикомандирован переводчиком к персидскому послу в Англии Мирзе-Абуль-Хассану. Вскоре, 10 марта 1810 года, Оусли был назначен экстраординарным послом и полномочным министром Англии при Персидском дворе. 18 июня 1810 года с женой, братом Вильямом, английской миссией и Мирзой-Абуль-Хассаном он покинул Англию и в апреле 1811 года достиг Шираза. В задачу английской миссии входило создание политического блока против русско-французского влияния на Востоке.
В ноябре 1811 года сэр Гор Оусли прибыл в Тегеран и был представлен Фетх-Али-шаху. 14 марта 1812 года после долгой дискуссии с Фетх-Али-шахом ему удалось подписать договор, за что персидский шах наградил его орденом Льва и Солнца с алмазами. В июне 1812 года сэр Гор Оусли встретился в Тавризе с Аббас-Мирзой — наследным принцем Персии, отвечавшим за внешнюю политику страны.
8 марта 1815 года был избран почётным членом Петербургской академии наук.